# Schwentinental
Schwentinental är en stad i Kreis Plön i förbundslandet Schleswig-Holstein i Tyskland. Staden bildades 1 januari 2008 genom en sammanslagning av de tidigare kommunerna Klausdorf och Raisdorf.